# Web scraping
Web scraping o raspado web es una técnica utilizada mediante programas de software para extraer información de sitios web. Usualmente, estos programas simulan la navegación de un humano en la World Wide Web ya sea utilizando el protocolo HTTP manualmente, o incrustando un navegador en una aplicación.
El web scraping está muy relacionado con la indexación de la web, la cual indexa la información de la web utilizando un robot y es una técnica universal adoptada por la mayoría de los motores de búsqueda. Sin embargo, el web scraping se enfoca más en la transformación de datos sin estructura en la web (como el formato HTML) en datos estructurados que pueden ser almacenados y analizados en una base de datos central, en una hoja de cálculo o en alguna otra fuente de almacenamiento. Alguno de los usos del web scraping son la comparación de precios en tiendas, la monitorización de datos relacionados con el clima de cierta región, la detección de cambios en sitios webs y la integración de datos en sitios webs. También es utilizado para obtener información relevante de un sitio a través de los rich snippets.  
Un raspador web utiliza la URL de un sitio web para extraer datos, almacenándolos en una base de datos o hoja de cálculo local o central para un análisis posterior. Este método de web scraping permite la extracción de datos de manera eficiente y precisa.
En los últimos años el web scraping se ha convertido en una técnica muy utilizada dentro del sector del posicionamiento web gracias a su capacidad de generar grandes cantidades de datos para crear contenidos de calidad.

## Técnicas
Web scraping es el proceso de recopilar información de forma automática de la Web. Es un campo con desarrollos activos, compartiendo un propósito en común con la visión de la Web semántica. Utiliza soluciones prácticas basadas en tecnologías existentes que son comúnmente ad hoc. Existen distintos niveles de automatización que las existentes tecnologías de Web Scraping pueden brindar:
- «Copiar y pegar» humano: algunas veces incluso las mejores técnicas de web scraping no pueden reemplazar el examen manual de un humano, y a veces esta puede ser la única vía de solución cuando el sitio que tenemos en mente pone ciertas barreras para prevenir que se creen softwares para realizar tareas automáticas en este.
- Uso de expresiones regulares: una posible vía para extraer información de páginas webs pueden ser las expresiones regulares, aunque comúnmente no se recomienda utilizarlas para parsear el formato HTML.
- Protocolo HTTP: páginas webs estáticas y dinámicas pueden ser obtenidas haciendo peticiones HTTP al servidor remoto utilizando sockets, etc.
- Algoritmos de minería de datos: muchos sitios webs tienen grandes colecciones de páginas generadas dinámicamente a partir de una base de datos. Datos de la misma categoría aparecen usualmente en páginas similares mediante un script o una plantilla. En la minería de datos, un programa detecta estas plantillas en un contexto específico y extrae su contenido.
- Parsers de HTML: Algunos lenguajes, como XQuery y HTQL pueden ser utilizados para parsear documentos, recuperar y transformar el contenido de documentos HTML.
- Aplicaciones para web scraping: existen muchas aplicaciones disponibles que pueden ser utilizadas para personalizar soluciones de Web Scraping. Estas aplicaciones podrían reconocer automáticamente la estructura de cierta página o brindar una interfaz al usuario donde este pudiera seleccionar los campos que son de interés dentro del documento. De esta forma no es necesario escribir manualmente código para realizar estas tareas.
- Reconocimiento de información semántica: las páginas que son analizadas podrían incluir metadatos o cierta información semántica como anotaciones o comentarios, los cuales pueden ser usados comúnmente. Si estas anotaciones están en las mismas páginas, como sucede con los microformatos, estas podrían ser de utilidad cuando parseamos el DOM del documento. En otro caso, las anotaciones, organizadas en una capa semántica, son almacenadas y manejadas de forma separada desde otras páginas, por lo que los scrapers pueden recuperar estos esquemas y las instrucciones desde esta capa antes de analizar los documentos.[4]

## Cuestiones legales
El web scraping podría ir en contra de los términos de uso de algunos sitios webs. El cumplimiento de estos términos no está totalmente claro. Mientras que la duplicación de expresiones originales puede ser en muchos casos ilegal, en Estados Unidos los tribunales dictaron en el caso Feist Publications v. Rural Telephone Service que la duplicación de hechos es permitida. Los tribunales de Estados Unidos en ciertas ocasiones han reconocido que ciertos usos de los scrapers no deberían estar permitidos. Podría considerarse una computadora como una propiedad personal, y de esta forma el scraper estaría entrando sin autorización en esta propiedad. En el caso más conocido, eBay vs Bidder's Edge, la segunda empresa tuvo que parar de realizar peticiones automáticas al sitio de eBay. En este caso, Bidder's Edge pujaba automáticamente por ciertos productos en este sitio.
Una de las principales pruebas de scraping involucró a American Airlines y a una empresa llamada FareChase. American Airlines ganó esta batalla, haciendo que FareChase parara de vender un software que les permitía a los usuarios comparar tarifas en línea si el sitio de American Airlines era incluido. La aerolínea dijo que las búsquedas de FareChase entraban sin autorización en los servidores cuando recopilaban la información públicamente disponible.
Aunque las decisiones actualmente tomadas no son uniformes, es difícil ignorar que un patrón está emergiendo, en el cual podemos ver que los tribunales están preparándose para proteger el contenido propietario en sitios webs comerciales, previendo de esta forma que este sea utilizado sin el consentimiento de los propietarios de los sitios. Sin embargo, el grado de protección de estos contenidos aún no está establecido, y dependerá del tipo de acceso realizado por los scrapers, de la cantidad de información recopilada y del grado en el que afecten estos factores al propietario del sitio web.

## Medidas para detener a losscrapers
El administrador de un sitio web puede utilizar varias técnicas para detener o disminuir los pedidos de los scrapers. Algunas técnicas incluyen:
- Añadir entradas al fichero robots.txt. Algunos bots pueden ser detenidos de esta forma. Hay personas que piensan que el bot de Google puede ser detenido así, cosa que el propio buscador ha negado.[cita requerida]
- Bloquear la dirección IP. Esto también bloqueará todos los accesos desde esa misma IP, por lo que los usuarios no podrán navegar por el sitio web si acceden desde esta.
- Deshabilitar cualquier interfaz de programación de aplicaciones que el sitio web pudiera estar brindando.
- Los bots o scrapers algunas veces declaran quienes son, y gracias a esto pueden ser bloqueados. «Googlebot» es un ejemplo. Algunos scrapers no hacen lo que el bot de G., para que no se pueda distinguir entre un navegador común y ellos.
- Monitorear el exceso de tráfico proveniente de cierta IP.
- Añadir un captcha u otro sistema de verificación manual al sitio web. No se garantiza el completo bloqueo de los scrapers, pero mediante esta técnica se dificulta el acceso de los mismos a los sitios webs.
- Servicios comerciales antibots: algunas empresas ofrecen servicios antibots y antiscraping.[6]
- Incrementar el uso de JavaScript y AJAX. De esta forma es más difícil para los scrapers simular las peticiones como si fueran un navegador común, aunque hará que usuarios legítimos dejen de poder ver la página.

La mayoría de estos métodos suponen una merma importante en la usabilidad del sitio web en cuestión y los beneficios pueden ser muy puntuales.

## Beneficios
Pese al planteamiento negativo de ciertos sectores, el rastreo automático y scraping son muy importantes para mantener la historia de Internet. Las iniciativas de archivado web se basan mayoritariamente en esta técnica.

## Herramientas notables
- UIPath
- Apache Camel
- Automation Anywhere
- Convertigo
- cURL
- Data Toolbar
- Firebug
- Greasemonkey
- HtmlUnit
- Node.js
- HTTrack
- iMacros
- Aptana Jaxer
- nokogiri
- watir
- Wget
- WSO2 Mashup Server
- HtmlAgilityPack
- BeautifulSoup
- Scrapy